# Cuccaro Vetere

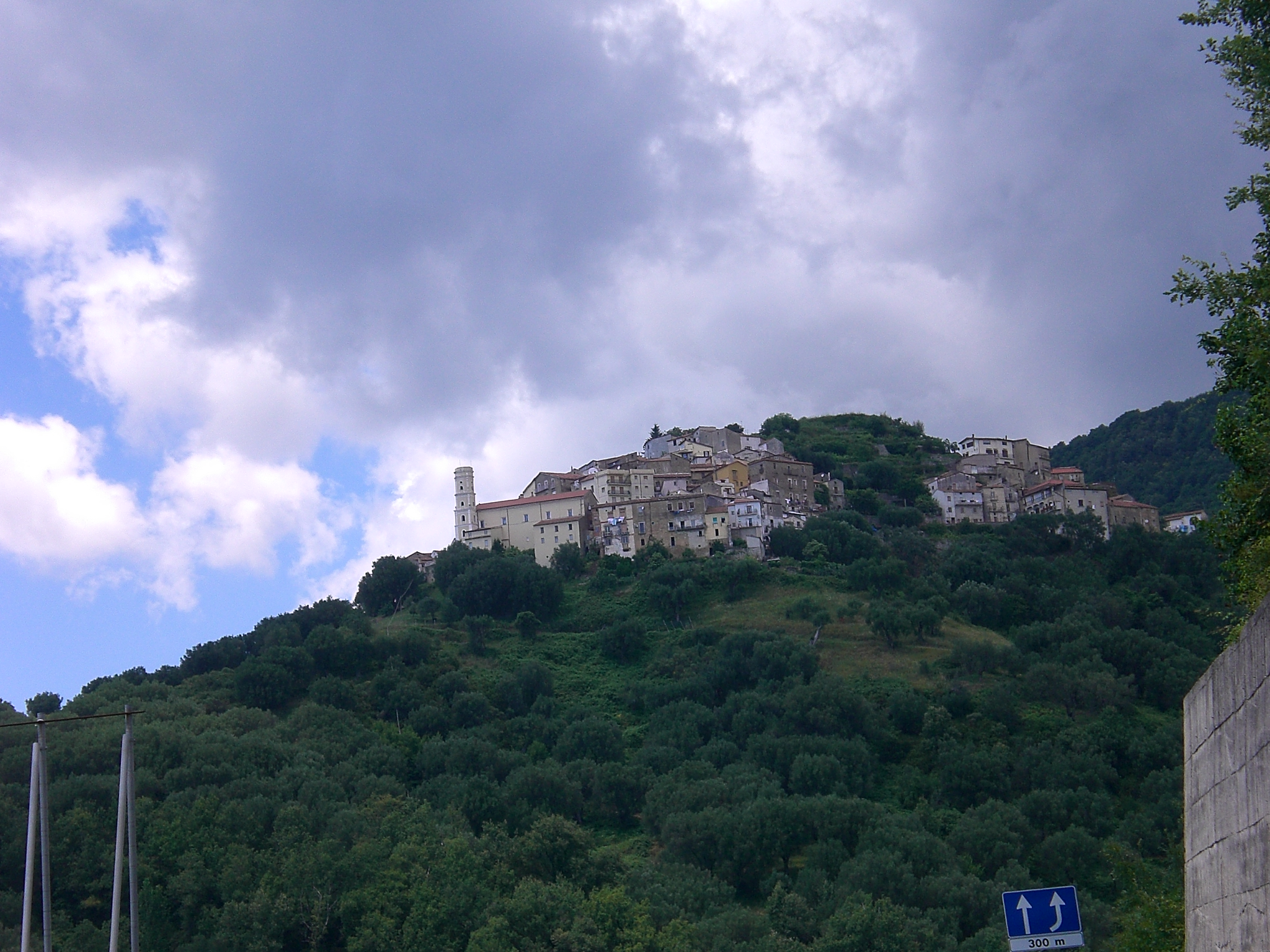
Cuccaro Vetere

Cuccaro Vetere ist eine italienische Gemeinde mit 521 Einwohnern (Stand 31. Dezember 2023) in der Provinz Salerno in der Region Kampanien. Er ist Teil der Comunità Montana Zona del Lambro e del Mingardo.

## Geografie
Die Nachbargemeinden sind Ceraso, Futani und Novi Velia. Die Gemeinde hat keine weiteren Ortsteile.